# Mogyoró-tejelőgomba
A mogyoró-tejelőgomba (Lactarius pyrogalus) a galambgombafélék családjába tartozó, Európában és Észak-Amerikában honos, mogyoróbokrok alatt növő, nem ehető gombafaj.

## Megjelenése
A mogyoró-tejelőgomba kalapja 3-9 cm széles átmérőjű, alakja kezdetben domború, majd laposan kiterül, a közepe sokszor bemélyedő. Széle sokáig aláhajló. Felszíne sima, a közepén néha érdes-rücskös is; nedves időben kissé síkos. Színe füstszürke vagy sötét barnásszürke, a széle felé olykor világosabb és sötétebb koncentrikus zónák láthatók. 
Húsa kemény, színe fehéres, esetleg enyhe rózsaszínes árnyalattal. Sérülésre bőséges fehér tejnedvet ereszt, amely beszáradva megszürkül. Szaga enyhén gyümölcsös, íze erősen csípős. 
Közepesen sűrű lemezei kissé lefutók, a féllemezek előfordulnak. Színük krémszínű vagy sárgás krémszínű.
Tönkje 3-6 cm magas és 1-2 cm vastag. Alakja hengeres vagy a töve felé kissé vékonyodó, felszíne sima. Színe halvány krémszín.
Spórapora halvány okkerszínű. Spórája széles ellipszoid alakú, felszínén a szemölcsök és összekötő gerincek zebraszeren csíkozottá teszik, mérete 7-8 x 5,5-7µm.

### Hasonló fajok
Hasonlít hozzá a sűrűbb és világosabb lemezű, gyertyán alatt növő gyöngyös tejelőgomba, a zöldes tejelőgomba vagy a sokkal szürkébb kalapú, bükk alatti fakószélű tejelőgomba. 

## Elterjedése és termőhelye
Európában és Észak-Amerikában honos. 
Lombos erdőkben él, szinte mindig mogyoró alatt. Augusztustól októberig terem. 

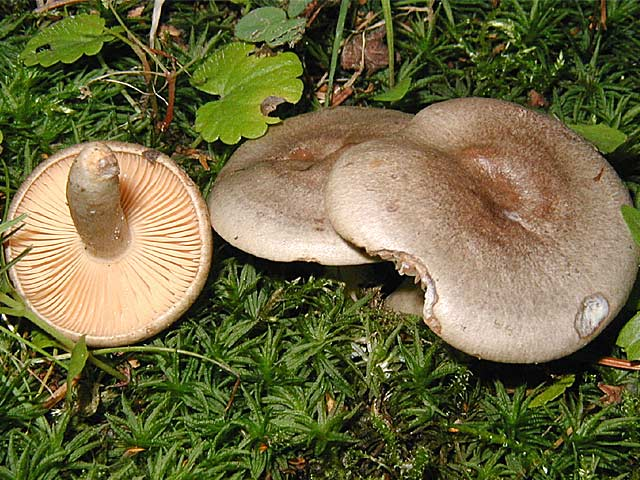
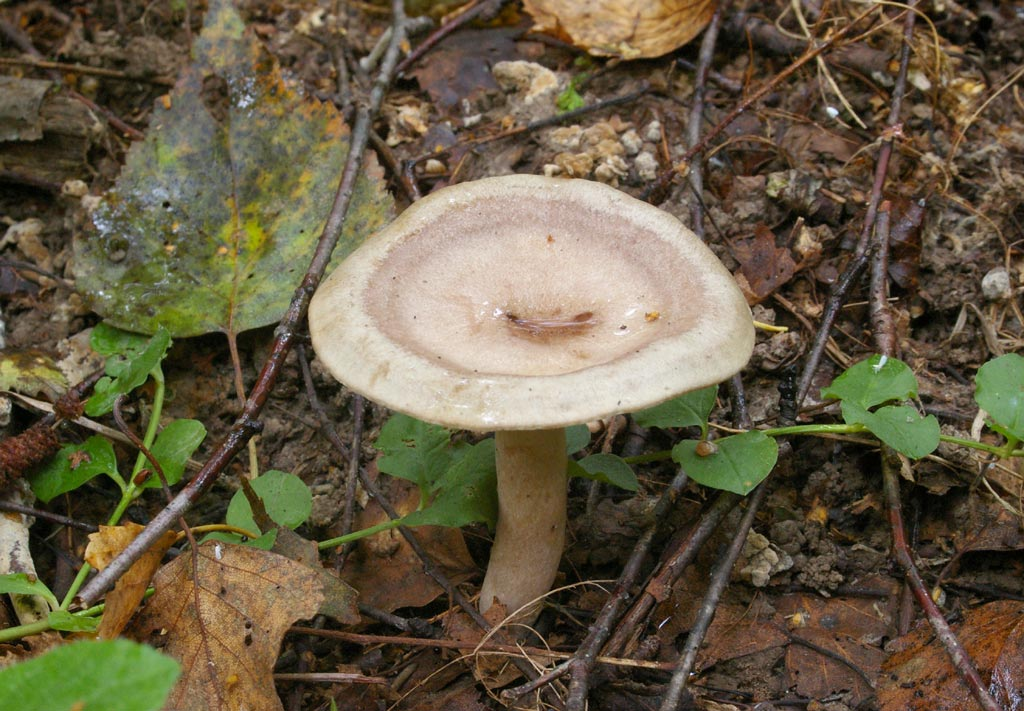
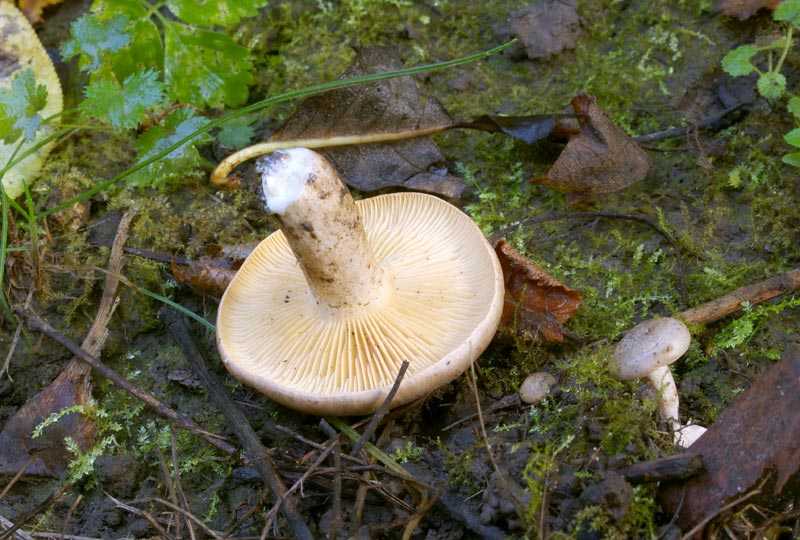
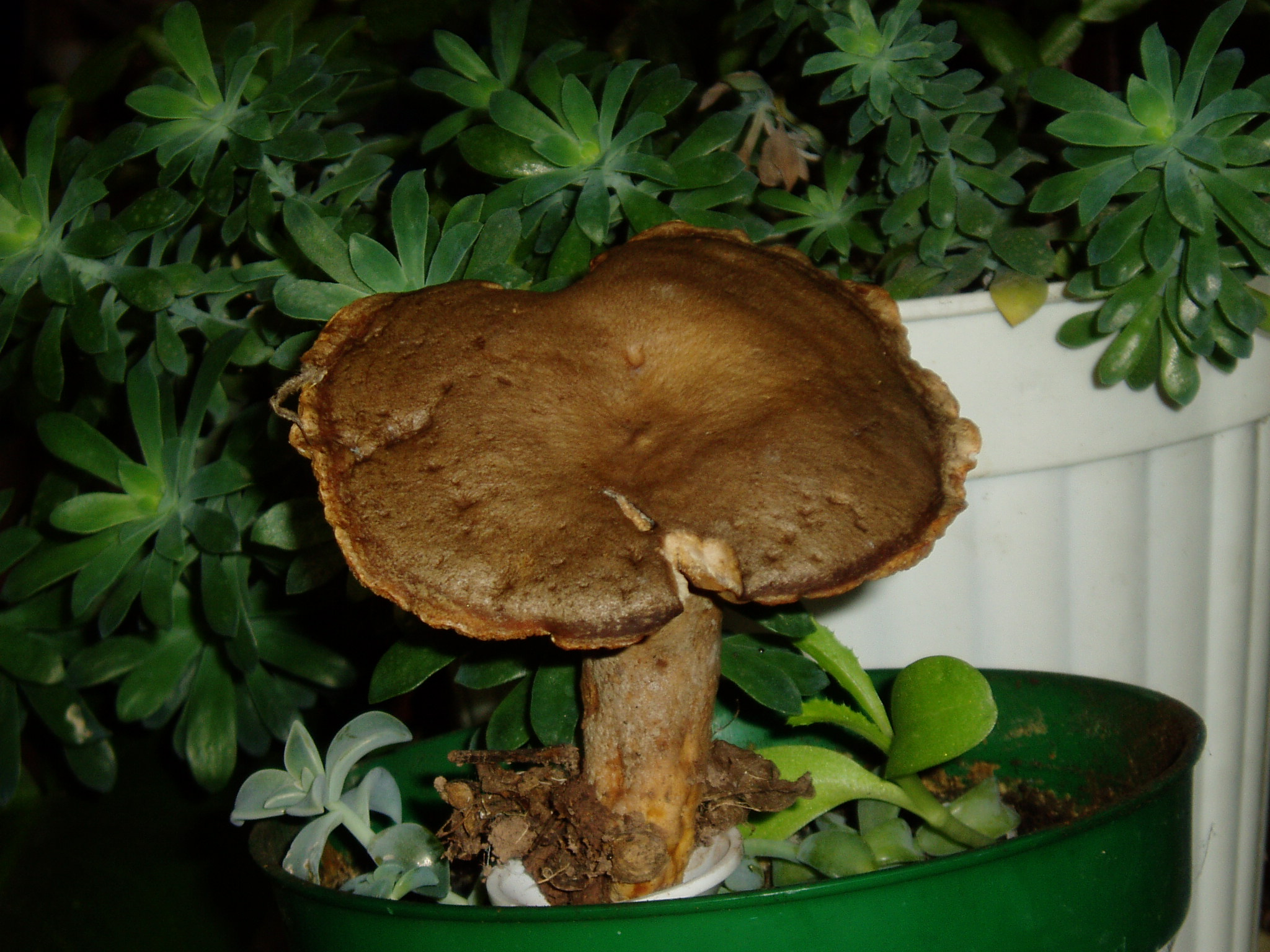
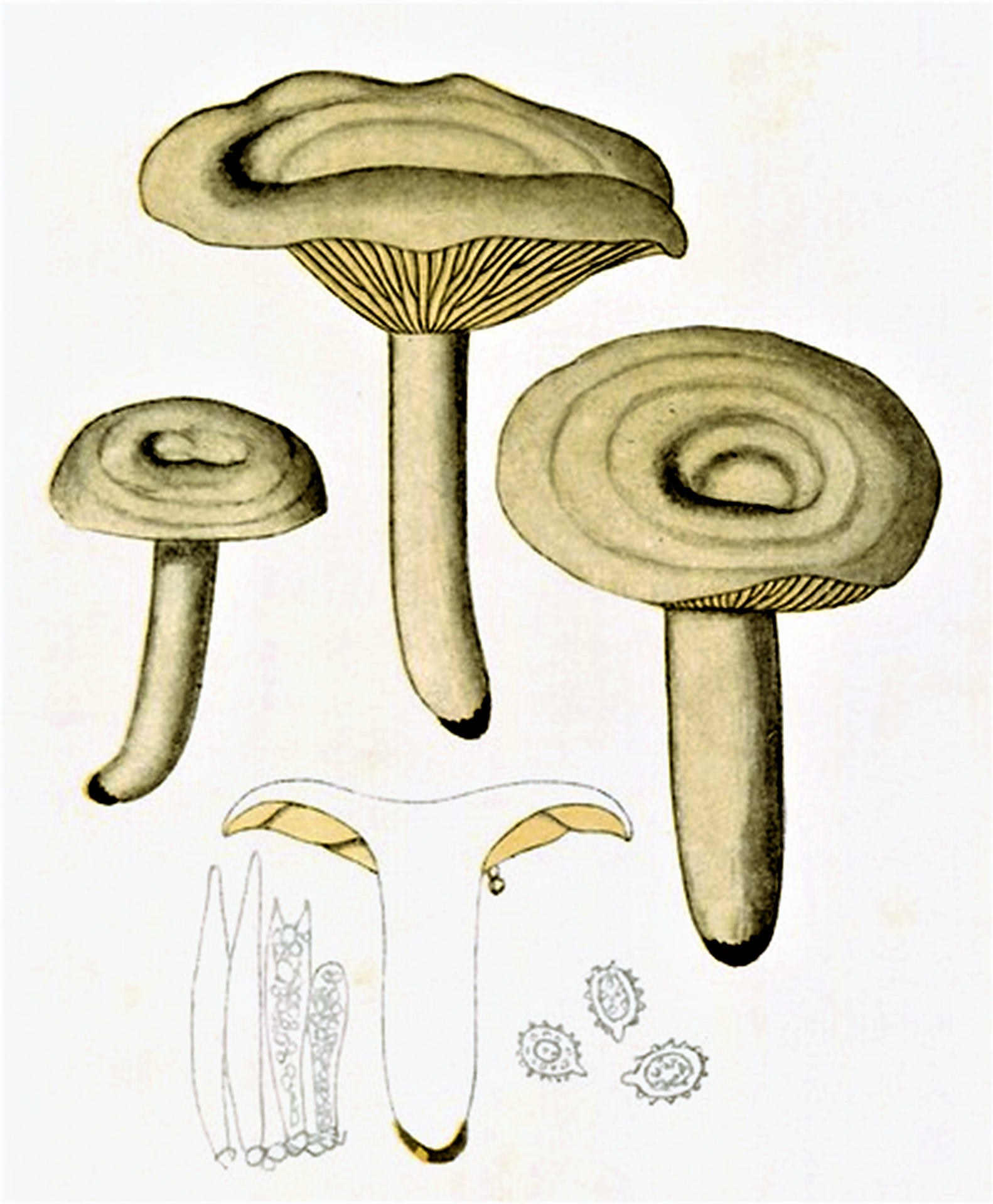

Nem ehető. 